# Luana Trapè
Luana Trapè (Montappone, ...) è una scrittrice italiana di italiano e storia.

## Biografia
La sua esperienza artistica ha inizio negli anni ottanta. In essa disegno, immagine e scrittura sono strettamente collegati. Espone, fra l'altro, al Palazzo dei Diamanti a Ferrara e al Palazzo delle Esposizioni a Roma.
Nel 1994 scrive il suo primo romanzo - Never more, Jugoslavia - rimasto inedito ma selezionato al Premio Italo Calvino.
I suoi scritti si basano su storie vere tratte da testimonianze dirette, come in Quel giorno fatidico (un fatto della Resistenza restituito dalla viva voce dei superstiti)e in Delia B.; o da ricerche d'archivio, come nel caso del romanzo Il cappotto bianco.
Ha condiviso con Joyce Lussu ideali e intenti; con lei ha scritto il dialogo filosofico Sulla civetteria (Voland, 1998).
È collaboratrice delle Riviste Nuova Prosa e Nostro lunedì.
Vive a Fermo, nelle Marche.

## Opere

### Romanzi
- Il cuore è servito, Racconti e disegni, Prefazione di Elio Grazioli, Livi Editore, 1999
- Da bambine. L'autobiografia di una generazione degli Anni Cinquanta nelle Marche, Greco & Greco, 2006
- Il cappotto bianco, Pequod, 2008.
- Delia B., ANPI Fermo, 2010

### Racconti
L'autrice ha pubblicato racconti in:
- Il volto che muta, Livi Editore, Fermo, 2003
- Nuova Prosa, Greco&Greco, Milano, 2001
- Il Punto, Edizioni Continua, S. Gimignano 1998
- Periferie, a cura di Elio Grazioli, Hestìa, Milano, 1996
- Nostro lunedì
- Ut
- Viaggi minimi con Luigi Di Ruscio in "Femminile plurale", Vydia editore  2014

### Saggi
- Sole mio bello non ti vedrò mai più. Ricerca d'archivio per Il volto che muta.Livi Editore, Fermo, 2003
- L'utopia Joyce Lussu in Quaderni del Circolo Rosselli, Giunti, Firenze, 2002
- Joyce Lussu, L'olivastro e l'innesto. Storia di un'isola ritrovata, Nuova Prosa, Milano, 2002
- Sulla civetteria  (Dialogo filosofico con Joyce Lussu),  Edizioni Voland, Roma, 1998
- Elogio dell'Utopia (con Joyce Lussu), Andrea Livi Editore, 2016

### Altre opere
- Angeli, demoni, voli cosmici. L'enigmatica scrittura di Osvaldo Licini, Regia Sandro Marcotulli, Testi Luana Trapè. 1983 YOU TUBE https://www.youtube.com/watch?v=Zn2hMC-JarA
- Nel 2003, con l'Associazione Periferie, ha curato il volume Il volto che muta. Viaggio attorno all'ex manicomio di Fermo, Livi Editore.
- Per il teatro ha scritto il testo Quel giorno fatidico. 19 giugno 1944. Un eccidio nazista, (pubblicato nel 2007 da Affinità elettive, con foto di Mario Dondero).
- Documentario: LUIGI DI RUSCIO, RITORNI, 2012, Youtube

## Riconoscimenti
- Selezione al Premio Calvino 1994 per il romanzo Never more, Jugoslavia  (inedito)
- Selezione al Premio "Le storie del Novecento" 2000 dell'Istituto per la Storia della Resistenza e della Società contemporanea di Alessandria.
- Primo Premio nel Concorso letterario nazionale "Parola di donna" in memoria di M.L. Bonzo del 2007, con il racconto "Ci sono rimasti solo i sogni, adesso"

## Fonti
- Faraeditore.it.
- Comune.firenze. it, su associazioni.comune.firenze.it. URL consultato il 9 giugno 2019 (archiviato dall'url originale l'8 marzo 2016).
- Diegozandel.it[collegamento interrotto].
- Marialenti.it.
- La Gazzetta del Mezzogiorno, 15 giugno 2008
- Corriere Adriatico 2008, Marina Roscani
- Marche Domani, 2008
- La Rinascita della sinistra, 2006